# Neotypus tenerifae
Neotypus tenerifae är en stekelart som beskrevs av Diller och Horstmann 1997. Neotypus tenerifae ingår i släktet Neotypus och familjen brokparasitsteklar. Inga underarter finns listade i Catalogue of Life.